# 拉丁非洲合眾國
拉丁非洲合眾國是巴泰勒米·波岡達於1957年5月提出的國家構想，主要包含使用拉丁語族語言的中非國家。
聯邦的構想中包含了安哥拉、刚果民主共和国、卢旺达、蒲隆地、刚果共和国、中非共和國、乍得以及喀麦隆、加蓬和赤道几内亚的法語地區。聯邦構想在1959年3月29日巴泰勒米·波岡達去世後便式微。波岡達將該構想視作抵抗英語文化影響強烈的非洲南部。（南非及羅德西亞與尼亞薩蘭聯邦，今辛巴威、赞比亚和马拉维）
作家理查德·賴特對此國家構想持批判態度，稱非洲拉丁合眾國實質爲天主教非洲，與堅持世俗主義的新教非洲（亦即英語南非）形成對比。賴特同時指出，該構想其實只是表達了少部分接受了西方教育的非洲人所秉持的理念，泛非主义才是非洲統一運動的理論基礎。